# Brocchinia delicatula
Brocchinia delicatula es una especie del género Brocchinia. Esta especie es nativa de Venezuela en el Estado de Amazonas, donde se encuentra en el Pico da Neblina en el Río Yatua a una altitud de  1100 metros.

## Taxonomía
Brocchinia delicatula fue descrito por Lyman Bradford Smith  y publicado en Memoirs of the New York Botanical Garden 10(2): 19, f. 6. 1960.
Etimología
Brocchinia: nombre genérico que fue otorgado en honor del naturalista italiano Giovanni Battista Brocchi.
delicatula: epíteto latino que significa "delicada".